# Andreu Vidal Sastre
Andreu Vidal Sastre (Palma, 23 de gener de 1959 - Palma, 20 d'agost de 1998) fou un poeta mallorquí en llengua catalana, dissenyador gràfic, fotògraf i delineant de professió.
Fill de pares llucmajorers naixé a Palma el 1959. Als quinze anys inicià els estudis de delineant i després treballà en diferents tallers d'arquitectura. Amb divuit anys publicà els seus dos primers aplecs de poemes, Xicraini, nit de portes cremades i Aixall híctic. Al mateix temps que escrivia i reescrivia els seus versos, en una constant revisió i elaboració dels seus propis poemes, també dirigí i edità plaquettes de poesia. Entre 1977 i 1979 dirigí, dissenyà i edità els 6 volums de la col·lecció La Musa Decapitada amb obres de Jaume Sastre, Miquel Mestre, Andreu Cloquell, Àngel Terrón, Bernat Munar i d'ell mateix. Entre 1977 i 1982, juntament amb Àngel Terrón, dirigí i edità la col·lecció de poesia Tafal. L'any 1978 publicà Exercicis de despoblació i el 1980, Llibre de les Virtuts. Entre el 1982 i el 1983 realitzà el disseny gràfic de la revista literària Latitud 39 de Palma (números 9-16), i el 1984 publicà el poemari Necròpsia, amb la portada dissenyada per Miquel Barceló i que fou premiat el 1983 amb el Premi Ciutat de Palma-Joan Alcover de Poesia en Català. L'any 1985 inicià la seva activitat com a articulista al diari El Día de Baleares amb la sèrie d'articles «Els dies tranquils» (juny-setembre). Fins al 1986, així mateix, col·laborà al Diario de Mallorca amb diversos articles d'opinió i de crítica. L'any 1988 publicà Els dies tranquils, que el 1989 quedà finalista al Premi de la Crítica Cavall Verd. Escriví el relat Mecànica celeste, que guanyà el segon Premi de relats de Diario de Mallorca i l'any 1993 publicà L'animal que no existeix, guardonat amb el Premi Carles Riba de Poesia 1992. Els seus poemes van aparèixer a diverses revistes d'àmbit literari: Reduccions, Urc, Èczema, Latitud 39 i Blanc d'ou. Publicà Poemes 1980-1993, plaquette antològica que recull els poemes llegits al Centre de Cultura "Sa Nostra" dins el cicle «Poesia de paper» el maig de 1993. El dia 20 d'agost de l'any 1998 morí d'una aturada cardiorespiratòria al seu domicili de Palma.
Vidal tenia una enorme timidesa, introversió que, de vegades, el feia semblar dur o agressiu a qui no el coneixia bé, però que amagava una enorme tendresa interior. Odiava qualsevol estructura de poder. Mai no va voler acabar el tercer i darrer curs de delineant, perquè havia d'anar a l'Institut Politècnic i odiava els docents. El poder sempre lacerava la seva pell psicològica. Li encantava posar-ho tot en qüestió; era un magnífic polemista, pel pur plaer de la discussió i de la paraula. Els seus poemes són difícils de traduir per les seves idees, per la seva musicalitat trencada, per l'ús que fa dels arcaismes, que dificulten la troballa d'un joc d'equivalències en una altra llengua, com també la recerca que realitzava de sinònims rars, en desús i obscurs.
Després de mort, el 1999 aparegué el recull de poemes Ad vivum i el 2000 la seva traducció dels Poemes de Paul Celan, feta en col·laboració amb Karen Müller. Aquest mateix any s'exposà una selecció de la seva obra fotogràfica al Centre de Cultura "Sa Nostra" de Palma. La tria de les fotografies fou a cura de Miquel Martorell, amic del poeta, amb la publicació del catàleg de l'exposició, Andreu Vidal. Fotografies. El 2008 aparegué Obra poètica i altres escrits, publicat per Edicions del Salobre, a cura de Karen Müller i Margalida Pons. Per voluntat de l'autor, el volum recull els llibres de poemes a partir de Llibre de les virtuts.
La ciutat de Palma li dedicà un carrer a la barriada de Gènova.

## Obres
- Xicraini, nit de portes cremades. Ciutat de Mallorca, Impremta politècnica, 1977 (Amb il·lustracions de Ramon Canet).
- Aixall híctic. Ciutat de Mallorca, Col. La Musa Decapitada 1, 1977.
- Exercicis de despoblació. Ciutat de Mallorca, Tafal, 1978 (Disseny de la portada: Andreu Terrades).
- Llibre de les virtuts. Son Coc, Ciutat de Mal, Tafal, 1980.
- Necròpsia. Barcelona, Ed. del Mall, 1984 (Dibuix de la coberta: Miquel Barceló) (Premi Ciutat de Palma-Joan Alcover de Poesia en Català 1983)
- Els dies tranquils. València, Gregal llibres, 1988 (Finalista al Premi de la Crítica Cavall Verd).
- Mecànica celeste, relat (segon Premi de relats del Diario de Mallorca 1993).
- L'animal que no existeix. Barcelona, Proa, 1993 (Els llibres de l'Óssa menor 164) (Amb un dibuix de Rafel Joan) (Premi Carles Riba de poesia 1992)
- Poemes 1980-1993. Palma, Sa Nostra i UIB, 1993 (Col·lecció Poesia de paper 17)
- Ad vivum. Barcelona, 62-Empúries, 1999.[4]